# Katarzyna Wirtemberska
Katarzyna Fryderyka Charlotta (ur. 24 sierpnia 1821 w Stuttgarcie, zm. 6 grudnia 1898 tamże) – księżniczka wirtemberska.
Katarzyna urodziła się jako córka króla Wirtembergii, Wilhelma I oraz królowej Pauliny Wirtemberskiej. Jej dziadkami byli król Fryderyk I Wirtemberski i Augusta Karolina z Brunszwiku-Wolfenbüttel oraz książę Ludwik Wirtemberski i Henrietta von Nassau-Weilburg. Była siostrą króla Karola Wirtemberskiego i przyrodnią siostrą królowej Holandii Zofii Wirtemberskiej.
20 listopada 1845 roku wyszła za księcia Fryderyka Wirtemberskiego syna księcia Pawła i księżniczki Charlotty von Sachsen-Hildburghausen. Paweł był młodszym bratem króla Wilhelma I.
Para miała dwójkę dzieci: Wilhelma (1848–1921), późniejszego króla Wirtembergii oraz córkę (urodziła się martwa).